# Metal Devil Cokes
Metal Devil Cokes è un album studio degli MDC.

## Tracce
1. Huddled Masses
2. Dirty Harry for President
3. White Men in Suits
4. Three Blind Mice
5. Tofu Spaghetti
6. Snuffed Out
7. Deep in the Heart (of Racist Amerikkka)
8. Acid Reindeer
9. I Was a Dupe for the RCP
10. Metal Devil Cokes
11. Hole In My Soul
12. Knucklehead
13. Ain't it Funny (How it All Works Out)
14. Mongoloid
15. Love Potion Nº 9
16. Something For Everyone